# Ферден (район)
Ферден (нем. Verden) — район в Германии. Центр района — город Ферден. Район входит в землю Нижняя Саксония. Занимает площадь 787,69 км². Население — 134 084 чел. Плотность населения — 170,2 человек/км².
Официальный код района — 03 3 61.
Район подразделяется на 11 общин.

## Города и общины
1. Ахим (30 110)
2. Дёрферден (9 657)
3. Кирхлинтельн (10 443)
4. Лангведель (14 644)
5. Оттерсберг (12 183)
6. Ойтен (15 269)
7. Ферден (26 873)

Управление Тедингхаузен
1. Блендер (2 986)
2. Эмтингхаузен (1 653)
3. Риде (2 784)
4. Тедингхаузен (7 829)